# Íñigo Jiménez (señor de los Cameros)

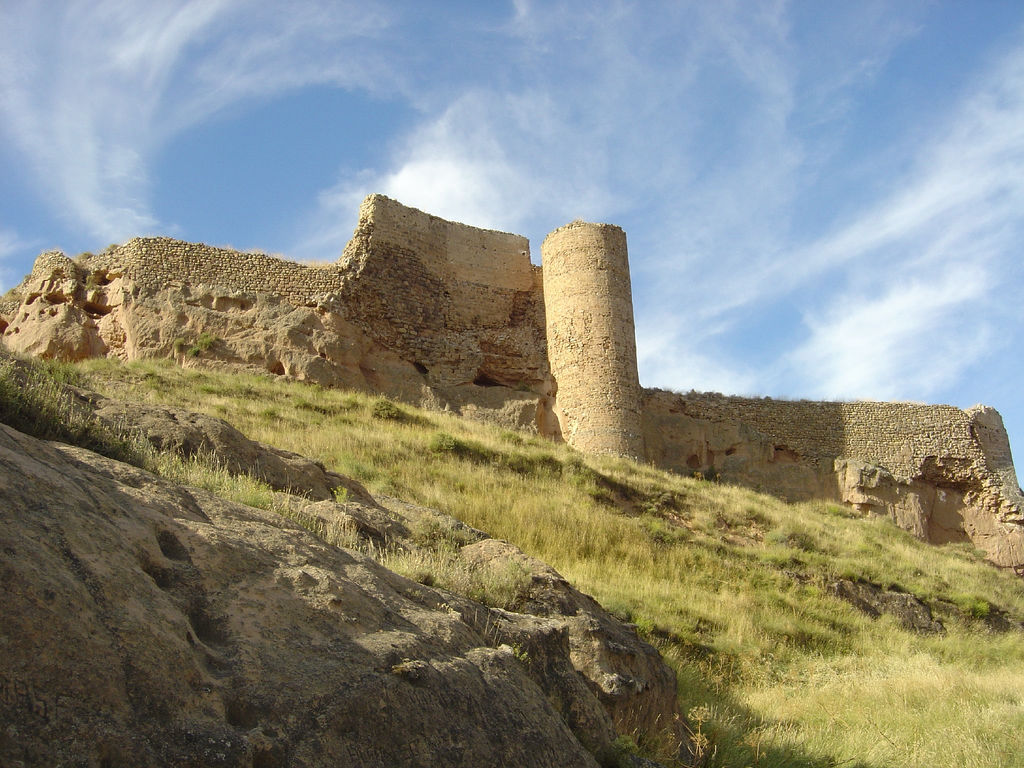
Castillo de Arnedo, una de las tenencias de Íñigo Jiménez

Íñigo Jiménez (m. c. 1134), hijo de Jimeno Fortúnez y de Andregoto Sánchez, fue tenente en ambos Cameros, Meltria, y en el valle de Arnedo, y gran benefactor del monasterio de San Prudencio de Monte Laturce. Considerado el primero de los antiguos señores de los Cameros. fue sucedido por su hijo Jimeno Íñiguez.

## Esbozo biográfico
En una de sus primeras apariciones en la documentación medieval, en 1097 donó una viña a los monjes de San Martín de Albelda a cambio de la iglesia abandonada de San Sebastián, situada en las faldas del Monte Laturce y ya para esa fecha confirmó como tenente en los Cameros, Meltria, y Arnedo.
El 8 de mayo de 1102, Pedro, obispo de Nájera, a petición de Íñigo, donó al monasterio de San Prudencio de Monte Laturce las iglesias de Santa Eulalia de Mirommes y de San Saturnino de Salas, ambas situadas en el valle de Arnedo. En dicho documento, confirma como tenente en ambos Cameros y en el valle de Arnedo.
El 8 de julio de 1109, él y su esposa María otorgaron testamento a favor del monasterio de San Prudencio de Monte Laturce. Una de la cláusulas del testamento ...

Si yo Íñigo Ximénez pasare de este siglo antes que mi mujer, en el mismo día de mi muerte se den a San Prudencio todos los caballos, mulos y mulas que se hallare ser míos, con cualesquiera sillas y frenos que tuvieren, así de oro como de plata o como fueren; y del mismo modo los vestidos de mi cuerpo vayan aquel día a San Prudencio, y en la capilla de la iglesia ninguna parte pretendan tener mis hijos ni mis hijas sino que todo enteramente sea de San Prudencio por mi alma y la de mi mujer, y si ella no se volviere a casar, pueda retener aquella capilla por los días de su vida, pero si tomare otro marido, en aquella misma hora la deje a San Prudencio.

Igual que otros nobles de zonas fronterizas entre el reino de Castilla y el de Navarra, a la muerte en 1109 del rey Alfonso VI de León, Íñigo tomó partido por el rey Alfonso el Batallador. En 1110 aparece citado como «dominante in Calahorra cum ambos Camberos» en un documento del rey Alfonso el Batallador quien en 1112 le donó las villas de Muro Frecho, Villa Rubia, Villar de Hicera, y otras con todas sus pertenencias en recomensa por «el fiel y provechoso servicio que me haces». El rey aragonés recibió de Íñigo por la confirmación de esa escritura dos caballos y un azor por el valor de mil sueldos.
No se conoce el año de su defunción pero ya en 1120 figura Lope López al frente de la tenencia de Calahorra y Lope Yáñez gobernando Arnedo. Gracias a sus donaciones, se pudieron terminar las obras en el monasterio de Monte Laturce, patrocinado por su familia, donde se construyó una capilla para el enterramiento de Íñigo y de su esposa María.

## Descendencia
Contrajo matrimonio con María González de Lara,  hija de Gonzalo Núñez de Lara y de su esposa Goto Núñez. Fueron padres de:
- Jimeno Íñiguez, quien gobernó los Cameros después de la muerte de su padre.
- García Íñiguez